# 一の宮あつ子
一の宮 あつ子（いちのみや あつこ、1913年12月29日 - 1991年2月16日）は、日本の女優。本名は吉田 あつ。旧芸名に一の宮 敦子。

## 来歴・人物
1913年（大正2年）12月29日（月曜日）、東京府東京市神田区旅籠町（現在の東京都千代田区外神田）に、父・勇と母・たまの2人姉妹の妹として生まれる。生家は江戸時代から太々餅を製造販売していた甘味商だった。
幼時に本郷区湯島に移り、誠之小学校から三輪田高等女学校（現在の三輪田学園高等学校）へ進み、1930年（昭和5年）に卒業。小学校時代から陸上競技をはじめ、女学校時代には人見絹枝や加賀一郎のコーチを受け、全国大会にも出場した。
1932年（昭和7年）、鈴木傳明らの不二映画社の映画に、加賀一郎の弟が同社の経理・宣伝を担当していた縁で吹き替え走者で出演し、これをきっかけに不二映画社へ女優として入社する。1933年（昭和8年）、富士山頂観測所を取材した山岳映画『銀嶺富士に甦える』で鈴木伝明の妹役を演じて映画デビュー。鈴木が名付け親になって一の宮敦子を芸名とする。不二映画社はこの作品を最後に解散、翌1934年（昭和9年）1月に東京宝塚劇場開場に伴う専属俳優募集に応じ、約1300人の応募者のうち男16人・女9人の合格者の1人として同劇場の研究生となる。ほかの合格者に澤村宗之助、伊藤雄之助、森野鍛冶哉、伏見信子、三宅邦子らがいた。舞台に出演する傍ら映画にも出演するようになり、太秦発声映画の『理想郷の禿頭』や東宝映画の『新柳桜』『清水の次郎長』などに脇役として出演。戦争が激化すると劇団活動がままならなくなり、東宝映画撮影所に移籍する。
戦後は東宝争議で新東宝に移り、多くの映画で脇役を演じたが、山本嘉次郎監督の『春の戯れ』では一言も喋らない狂女の役で印象的な演技を見せ、成瀬巳喜男監督の『おかあさん』でもわずかな出演だが味わいのある演技を見せ、バイプレーヤーとして起用されるようになる。1955年（昭和30年）の東宝復帰後も『社長シリーズ』や『サザエさん』シリーズに常連出演したほか、堀川弘通監督の『裸の大将』、松山善三監督の『名もなく貧しく美しく』などの秀作にも出演場面は少ないが、食料品店のおかみや女中、母親役などで存在感を示した。
1964年（昭和39年）の東宝現代劇『香華』への出演から東宝演劇部に所属し、舞台でも貴重な脇役として活躍。山田五十鈴主演の『あかさたな』、芸術座の『春の雪』といった商業演劇のほか、長谷川一夫の東宝歌舞伎にも出演した。テレビドラマにも草創期から出演しており、東芝日曜劇場の人気シリーズ『女と味噌汁』では芸者の金とき役で10年にわたってレギュラー出演した。
1991年（平成3年）2月16日、肝不全のため死去。77歳没。

## 受賞・受章歴
- 1969年：第24回芸術祭優秀賞『春の雪』
- 1985年：第11回菊田一夫演劇賞 特別賞
- 1989年：勲四等瑞宝章

## 出演作品

### 映画
- 銀嶺富士に甦える（1933年、不二映画社）
- 新柳桜（1938年、東宝映画）
- 清水の次郎長（1938年、東宝映画） - おとみ
- 忠臣蔵（1939年、東宝映画） - 側女中お妙
- 白鷺（1941年、東宝映画） - 待合の女将
- 闘魚（1941年、東宝映画） - とも子の継母
- 川中島合戦（1941年、東宝映画） - おつぎ
- 男の花道（1941年、東宝映画） - 芸妓
- 母の地図（1942年、東宝映画） - 直子
- 翼の凱歌（1942年、東宝映画）
- 東宝千一夜（1947年、新東宝）
- 今ひとたびの（1947年、東宝） - 道子
- かけ出し時代（1947年、新東宝） - 姉貴美子
- 愛よ星と共に（1947年、新東宝） - 彌生軒のお神
- 花ひらく（1948年、新東宝） - 高橋夫人
- 三百六十五夜（1948年、新東宝） - さき
- 嫁入聟取花合戦（1949年、新東宝） - 婚約者まき
- 春の戯れ（1949年、東宝） - おなきのカンコ
- グッドバイ（1949年、新東宝） - 内儀
- 銀座三四郎（1950年、新東宝） - 芸者菊葉
- 宗方姉妹（1950年、新東宝） - 箱根の宿女中
- アマカラ珍騒動（1950年、新東宝） - 衣裳部の小母さん
- 月よりの母（1951年、新東宝） - とく代
- 東京のえくぼ（1952年、新東宝）
- 離婚（1952年、東京プロ）
- おかあさん（1952年、新東宝） - 福原こよ
- 制服の乙女たち（1955年、東宝） - 藤原雅江
- むっつり右門捕物帖 鬼面屋敷（1955年、東宝） - お新
- 芸者小夏 ひとり寝る夜の小夏（1955年、東宝） - 由美
- たけくらべ（1955年、新芸術プロ） - 遣手
- ジャンケン娘（1955年、東宝） - 夫人
- 青い果実（1955年、東宝） - 田村ツネ
- 社長シリーズ（東宝）
  - へそくり社長（1956年） - 花丸
  - 続へそくり社長（1956年） - 花丸
  - はりきり社長（1956年） - 常子
  - 続・社長太平記（1959年） - 白坪夫人
  - サラリーマン清水港（1962年） - 都田時子
  - 社長外遊記（1963年） - 会田君子
  - 続・社長外遊記（1963年） - 会田君子
  - 社長忍法帖（1965年） - 武田夫人
- チャッカリ夫人とウッカリ夫人 夫婦御円満の巻（1956年、東京映画） - 伊達夫人
- 若い樹（1956年、東宝） - 華子の母
- チエミの初恋チャッチャ娘（1956年、東宝） - 三沢夫人
- 与太者と若旦那（1956年、東宝） - 松尾くに子
- 箱入娘と番頭（1956年、宝塚映画） - 女将おつた
- 五十年目の浮気（1956年、宝塚映画） - みよ子
- 裸足の青春（1956年、東宝） - 修道尼
- 若人の凱歌（1956年、東宝） - 源吉の女房
- サザエさんシリーズ（東宝）
  - サザエさん（1956年） - 中野夫人
  - 続・サザエさん（1957年） - 多胡夫人
  - サザエさんの青春（1957年） - 多胡夫人
  - サザエさんの婚約旅行（1958年） - 磯野本家の伯母
  - サザエさんの結婚（1959年） - 多胡夫人
  - サザエさんの新婚家庭（1959年） - 名胡夫人
  - サザエさんの脱線奥様（1959年） - 多胡夫人
  - サザエさんの赤ちゃん誕生（1960年） - 多胡夫人
  - サザエさんとエプロンおばさん（1960年） - 多胡夫人
  - 福の神 サザエさん一家（1961年） - 多胡夫人
- 忘却の花びら（1957年、東宝） - 韮崎恭子
- 星空の街（1957年、東宝） - 母万寿子
- 御用聞き物語（1957年、東宝） - D家の奥さん
- 三十六人の乗客（1957年、東宝） - 簡易ホテル女主人
- 大番シリーズ（東宝）
  - 続大番 風雲篇（1957年） - 有島家女中
  - 大番 完結篇（1958年） - 老女お辰
- 生きている小平次（1957年、東宝） - おたね
- 大学の侍たち（1957年、東宝） - 中島夫人
- 青い山脈 新子の巻・雪子の巻（1957年、東宝） - 白木
- ジャズ娘に栄光あれ（1958年、東宝） - 待合女将おだい
- 喧嘩も楽し（1958年、宝塚映画） - 夫人浮子
- 裸の大将（1958年、東宝） - 弁当屋のおかみ
- 弥次喜多道中双六（1958年、東宝） - 梵妻
- コタンの口笛（1959年、東宝）
- おしゃべり奥様（1959年、東宝） - 北原フサ
- 孫悟空（1959年、東宝） - 翠蘭の母
- サラリーマン十戒（1959年、東宝） - 伊藤鶴子
- サラリーマン御意見帖 男の一大事（1960年、東宝） - 家光康子
- 黒い画集 あるサラリーマンの証言（1960年、東宝） - 食料品店おかみ
- 若い素肌（1960年、東宝） - 高崎サキ
- 恐妻党総裁に栄光あれ（1960年、東宝） - あさ子夫人
- サラリーマン目白三平 女房の顔の巻（1960年、東宝） - 富田夫人
- 八百屋お七 江戸祭り一番娘（1960年、東宝） - おたね
- 花のセールスマン 背広三四郎（1960年、東宝） - 冬子の母ゆき
- 悪い奴ほどよく眠る（1960年、東宝） - 有村の妻
- 名もなく貧しく美しく（1961年、東宝） - 伊東の旅館の女中
- 南の風と波（1961年、東宝） - おきん
- サラリーマン弥次喜多道中（1961年、東宝） - 恵美の母ひさ
- アッちゃんのベビーギャング（1961年、東宝） - A夫人
- 女の座（1962年、東宝） - 小宮の母
- 忠臣蔵 花の巻・雪の巻（1962年、東宝） - 久兵衛女房おとみ
- 日本一の若大将（1962年、東宝） - 上松夫人
- 妻という名の女たち（1963年、東宝） - 諏訪かね子
- 男嫌い（1964年、東宝） - 片山松子
- こんにちは赤ちゃん（1964年、東宝） - バスの中の奥さん
- 馬鹿と鋏（1965年、東宝） - 女将
- 落語野郎 大脱線（1966年、東宝） - 伊勢屋お米
- 女の中にいる他人（1966年、東宝） - 生花の先生
- 乱れ雲（1967年、東宝）
- その人は女教師（1970年、東京映画） - 竹内千加子
- 伊豆の踊子（1974年、ホリ企画制作） - のぶ
- 若い人（1977年、東宝映画） - 山形先生
- くるみ割り人形（1979年、サンリオ・フィルム） - マウゼリンクス夫人（声の出演）
- それから（1985年、東映） - 長井家の老女中
- 丹波哲郎の大霊界2 死んだらおどろいた!!（1990年、丹波企画・松竹）
- あげまん（1990年、伊丹プロ） - 多聞院の母リン

### テレビドラマ
- 新三等重役（1959年、NET）
- 東芝土曜劇場 第49回「百十一万分の一」（1960年、CX）
- 夫婦百景（NTV）
  - 第142回「主権争奪夫婦」（1961年）
  - 第231・232回「女房馬鹿」（1962年）
  - 第240回「今日の佳き日に」（1962年）
  - 第244回「ひとり娘」（1963年）
  - 第246回「女系夫婦」（1963年）
  - 第248・249回「独身夫婦」（1963年）
  - 第264回「親がかり夫婦」（1963年）
  - 第339回「キャッ・キャッ・キャッ」（1964年）
- 侍 第15回「畏れ多くも将軍家」（1961年、CX）
- 東芝日曜劇場（TBS）
  - 第223回「小さな家の小さな灯」（1961年）
  - 第268回「続・忍ぶ川」（1962年）
  - 第270回「冬の日」（1962年）
  - 第286回「この青年に」（1962年）
  - 第375回「みだれ」（1964年）
  - 第497回「あたしとあなた その6」（1966年）
  - 第624回「24才シリーズ その5」（1968年）
  - 第645回「女と味噌汁 その13」（1969年） - 金とき
  - 第665回「女と味噌汁 その14」（1969年） - 金とき
  - 第683回「女と味噌汁 その15」（1970年） - 金とき
  - 第700回「女と味噌汁 その16」（1970年） - 金とき
  - 第734回「女と味噌汁 その18」（1971年） - 金とき
  - 第749回「女と味噌汁 その19」（1971年） - 金とき
  - 第763回「女と味噌汁 その20」（1971年） - 金とき
  - 第773回「女と味噌汁 その21」（1971年） - 金とき
  - 第787回「女と味噌汁 その22」（1972年） - 金とき
  - 第794回「下町の女 その四」（1972年）
  - 第809回「女と味噌汁 その23」（1972年） - 金とき
  - 第832回「女と味噌汁 その24」（1972年） - 金とき
  - 第834回「姉と妹」（1972年）
  - 第843回「女と味噌汁 その25」（1973年） - 金とき
  - 第854回「妹」（1973年）
  - 第865回「女と味噌汁 その26」（1973年） - 金とき
  - 第883回「女と味噌汁 その27」（1973年） - 金とき
  - 第886・887回「雪の華」（1973年）
  - 第892回「冬の中に」（1974年）
  - 第909回「女と味噌汁 その28」（1974年） - 金とき
  - 第910回「愛の他人」（1974年）
  - 第930回「女と味噌汁 その29」（1974年） - 金とき
  - 第931回「女と味噌汁 その30」（1974年） - 金とき
  - 第956回「女と味噌汁 その31」（1975年） - 金とき
  - 第982回「女と味噌汁 その32」（1975年） - 金とき
  - 第1008回「女と味噌汁 その33」（1976年） - 金とき
  - 第1035回「女と味噌汁 その34」（1976年） - 金とき
  - 第1090回「女と味噌汁 その35」（1977年） - 金とき
  - 第1117回「女と味噌汁 その36」（1978年） - 金とき
  - 第1152回「女と味噌汁 その37」（1979年） - 金とき
  - 第1200回「女たちの忠臣蔵」（1979年） - おかね
  - 第1204回「女と味噌汁 その38」（1980年） - 金とき
  - 第1400回「おんなの家 その13」（1983年）
- 山本周五郎アワー（TBS）
  - 第1回「おもいちがい物語」（1961年） - 妻みね
  - 第23回「わたしです物語」（1961年） - かよ
- 咲子さんちょっと（1961年 - 1963年、TBS）
- シャープ火曜劇場（CX）
  - 第17回「愛の歴史」（1961年）
  - 第29回「偽れる盛装」（1962年） - 菊亭千代
  - 第31回「おもかげ」（1962年） - 恭助の妻
  - 第32回「天の夕顔」（1962年） - 母
  - 第51回「愛よいまこそ」（1962年） - たけ
- 日産スター劇場（NTV）
  - 市長さまのアメリカみやげ（1963年）
  - お夏つあん（1964年）
  - 喪服の女（1965年）
  - 長屋の姫君（1967年）
- コメディフランキーズ 第32回「夫婦系図」（1964年、TBS）
- 日本映画名作ドラマ / ひとすじの涙（1964年、NET）
- 一千万人の劇場 / わかれ道（1964年、CX）
- 剣 第8回「夕映え侍」（1967年、NTV） - 千波千代
- 大坂城の女（1970年、KTV） - 沢野
- テレビスター劇場
  - 産科・歯科
    - （第1シリーズ）（1970年、MBS）
- うなぎのぼり鯉のぼり（1972年、NET） - 松代
- 月とスッポン（1972年、NTV）
- 赤ひげ 第12話「冬の宿」（1973年、NHK）
- 太陽にほえろ! 第99話「金で買えないものがある」（1974年、NTV / 東宝） - 及川とみ
- あんたがたどこさ（1975年、TBS）
- 悪女について（1978年、ANB） - 菅原ふみ
- 五代家の嫁(NTV1978年）
- ぬかるみの女 第1シリーズ（1980年、THK） - あさ
- 土曜ドラマ / 松本清張シリーズ・天才画の女（1980年、NHK） - 寺村まさ
- 木曜ゴールデンドラマ（YTV）
  - 雪国 純白の雪と湯煙りに燃える恋!（1980年）
  - 台所太平記～おんな八人寄れば…（1982年） - まし
- 平岩弓枝ドラマシリーズ（CX）
  - 結婚の四季（1980年）
  - 女たちの海峡（1981年）
  - 湖水祭（1983年）
- 御宿かわせみ 第6話「夕涼み殺人事件」（1980年、NHK） - おきん
- 水曜ドラマスペシャル / (秘)女保険調査員1（1986年、TBS）
- 男と女のミステリー / ロマンの果て1（1989年、CX）
- 火の用心（1990年、NTV） - 大口トキ

### 舞台
- あかさたな（1967年、芸術座） - 大森きよ
- 春の雪（1969年、芸術座） - 蓼科
- 不信のとき（1969年、芸術座） - 小柳勝代
- 花筵（1970年、芸術座） - 奥村敬
- 女坂（1970年、芸術座） - きん
- 淀どの日記（1971年、帝国劇場） - 大蔵卿ノ局
- 三婆（1973年・1976年、芸術座） - 駒代
- 新台所太平記（1975年、御園座） - 高林まし
- 津軽三味線ながれぶし（1976年、帝国劇場） - 早川うめ
- つゆのひぬま（1977年、芸術座） - お富
- あわ雪豆腐（1981年、東京宝塚劇場） - きよ
- お葬式（1988年、近鉄劇場）※同名映画の舞台化、菅井きん共演
- マイ・フェア・レディ（1990年、帝国劇場） - トランシルバニア女王